# Louis-Marie de Blignières
Pour les articles homonymes, voir Blignières et Famille Le Barbier de Blignières.
Louis-Marie de Blignières, né le 11 avril 1949 à Madrid, est un prêtre catholique, philosophe et théologien thomiste français. De spiritualité dominicaine et de sensibilité traditionaliste, il fonde la Fraternité Saint-Vincent-Ferrier, dont il exerce la charge de prieur de sa création en 1979 jusqu'en 2011, puis de nouveau de 2017 à 2023.

## Biographie
Fils d'Hervé Le Barbier de Blignières, il naît à Madrid en 1949, sous le nom d'Olivier Le Barbier de Blignières.
Il fait ses études primaires et secondaires classiques à Paris (1956-1967), puis des études scientifiques supérieures à l'école Sainte-Geneviève de Versailles et à la faculté des Sciences d'Orsay (1967-1972), où il obtient une maîtrise en mathématiques et en physique et un certificat d'études supérieures en astrophysique.

### Fraternité sacerdotale Saint-Pie X
Passé par une phase agnostique, il retrouve la foi durant ses études à la suite des exercices spirituels de Saint-Ignace. Il entre alors dans une communauté bénédictine de Martigny, dans le Valais (1972-1975) puis au séminaire d'Écône, auprès de la Fraternité Saint-Pie-X.
Il est ordonné prêtre le 25 août 1977 par Marcel Lefebvre. Disciple du frère dominicain Michel-Louis Guérard des Lauriers, il défend pendant une dizaine d'années des positions clairement sédévacantistes[réf. nécessaire]. Il critique notamment la liberté religieuse de Vatican II et déclare que le rite de la messe promulgué par Paul VI en 1969 est mauvais.

### Fraternité Saint-Vincent-Ferrier
En 1979, il fonde la Fraternité Saint-Vincent-Ferrier à Chémeré-le-Roi, en Mayenne ; il reçoit l’habit du père dominicain Michel-Louis Guérard des Lauriers, mais il s’en sépare en 1982, lorsqu’il apprend le sacre épiscopal illégal de ce dernier.
En 1982, il fonde la revue Sedes Sapientiae, destinée à la publication d'articles de sciences religieuses.

### Rupture avec la FSSPX
En 1988, après l'affaire des ordinations illicites, il quitte toutefois Marcel Lefebvre et entre dans la pleine communion de l'Église, ce qui l'amène à modérer ses positions afin qu'elles soient compatibles avec l'enseignement de l'Église. Il change notamment de position sur la question de la liberté religieuse. Il juge dès lors que la déclaration du Concile Dignitatis humanæ sur ce sujet est « faible, équivoque, dangereuse, mais non pas erronée en son enseignement principal », montrant ainsi une continuité possible avec le magistère antérieur, mais aussi les limites de la Déclaration.
Afin d'asseoir la communauté, le Saint-Siège lui permet d'exercer sans discontinuité la fonction de prieur jusqu'en 2011. À cette date, conformément à la tradition dominicaine, il ne peut être élu à la tête de la communauté, les mandats n'étant pas renouvelables. Le père Dominique-Marie de Saint-Laumer lui succède tandis que le père de Blignières devient régent des études de la Fraternité. En 2017, il est élu prieur par le chapitre général de la Fraternité, retrouvant ainsi sa mission initiale.
Il soutient une thèse de doctorat de philosophie à la Sorbonne en 2003 sous la direction de Michel Podgorny. Publiée en 2008 sous le titre Le mystère de l'Être : l'approche thomiste de Guérard des Lauriers, elle est saluée par le philosophe Hervé Pasqua. 

## Œuvres
- Les fins dernières, Dominique Martin Morin, 1994, 144 p. (ISBN 978-2-85652-196-0).
- Jean de la Croix. Au commencement, le Verbe : romance traduit et commenté par Louis-Marie de Blignières, Genève, Ad Solem, 2001, 64 p.
- La quête de la Ratio Entis : un itinéraire thomasien, Paris, 2003, 704 p.Thèse en philosophie soutenue en 2003 à Paris-Sorbonne, sous la direction de Michel Podgorny.
- Le mystère de l'Être : l'approche thomiste de Guérard des Lauriers  (préf. Serge-Thomas Bonino), Paris, J. Vrin, 2008, 454 p. (ISBN 978-2-7116-1965-8 et 2-7116-1965-6, lire en ligne).
- De Marie à la Trinité : méditations sur les mystères du Rosaire  (préf. Henri Brincard), Poitiers, Dominique Martin Morin, 2011, 85 p. (ISBN 978-2-85652-320-9).
- Le mystère du Christ, Poitiers, Dominique Martin Morin, 2013, 221 p. (ISBN 978-2-85652-340-7 et 2-85652-340-4).
- Dir., Priorités éducatives, Poitiers, Dominique Martin Morin, coll. « Sedes Sapientiae », 2014, 269 p.
- Le Rosaire dans ma vie  (préf. Robert Sarah), Poitiers, Dominique Martin Morin, coll. « Sedes Sapientiae », 2015, 146 p. (ISBN 978-2-85652-368-1 et 2-85652-368-4).
- Le Saint-Esprit dans ma vie  (préf. David Macaire), Poitiers, Dominique Martin Morin, coll. « Sedes Sapientiae », 2017, 74 p. (ISBN 978-2-85652-392-6 et 2-85652-392-7).
- La mort et l’au-delà, Poitiers, Dominique Martin Morin, coll. « Sedes Sapientiae », 2018, 112 p. (ISBN 978-2-85652-402-2 et 2-85652-402-8).
- Le courage de la paternité  (préf. Jean de Viguerie), Poitiers, Dominique Martin Morin, coll. « Sedes Sapientiae », 2018, 264 p. (ISBN 978-2-85652-407-7).
- Le christianisme est crédible  (préf. André Léonard), Poitiers, Dominique Martin Morin, coll. « Sedes Sapientiae », 2019, 210 p. (ISBN 978-2-85652-418-3).
- L'Église catholique est crédible  (préf. Robert Sarah), Poitiers, Dominique Martin Morin, coll. « Sedes Sapientiae », 2023, 190 p. (ISBN 978-2-85652-470-1).